# Test potrójny
Test potrójny – badanie przesiewowe, pomocne we wczesnym wykrywaniu wad rozwojowych płodu. 
Badanie biochemiczne II trymestru ciąży polegające na ocenie stężenia: wolnej podjednostki beta ludzkiej gonadotropiny kosmówkowej (wolna beta-hCG) lub całkowitej hCG (całkowita hCG nie powinna być stosowane do testu potrójnego przed 15 tygodniem ciąży), alfa-fetoproteiny (AFP) oraz wolnego estriolu (uE3) w surowicy kobiety ciężarnej w 15-18 tygodniu ciąży.
Badanie zalecane jest kobietom ciężarnym, które nie wykonywały wcześniejszych badań przesiewowych (testu PAPP-A) lub
jako uzupełnienie badania I trymestru w uzasadnionych przypadkach.